# Ducula rufigaster
Il piccione imperiale codaviola o piccione imperiale ventrerosso (Ducula rufigaster Quoy e Gaimard, 1832) è un uccello della famiglia dei Columbidi.

## Descrizione
Il piccione imperiale codaviola è lungo 33–39 cm e pesa 414-582 g. Ha una corporatura più tozza rispetto alle sue congeneri. Le parti anteriori del capo, collo e petto sono rossastre, le parti posteriori del capo e collo sono grigie. Le ali sono verdi con riflessi iridescenti rossastri, la coda è marrone e degrada in verde verso il dorso. La parte terminale della coda è grigia. I sessi sono simili, le parti iridescenti della femmina sono meno accentuate.

## Biologia
Questa specie cerca singolarmente tra la parte bassa delle cime degli alberi bacche e frutti di palme, allori, noci moscate e fichi. Non si hanno informazioni sulla riproduzione.

## Distribuzione e habitat
Presente nelle foreste e ai loro confini dal livello del mare fino a 1200 metri in Nuova Guinea e nelle isolette circostanti.

## Tassonomia
Comprende le seguenti sottospecie:
- D. r. rufigaster (Quoy e Gaimard, 1830) - isole Papua occidentali, Nuova Guinea nord-occidentale e meridionale;
- D. r. uropygialis Stresemann e Paludan, 1932 - Nuova Guinea settentrionale, isola di Yapen.